# Miacris
Miacris is een geslacht van rechtvleugeligen uit de familie veldsprinkhanen (Acrididae). De wetenschappelijke naam van dit geslacht is voor het eerst geldig gepubliceerd in 1981 door Descamps.

## Soorten
Het geslacht Miacris  is monotypisch en omvat slechts de volgende soort:
- Miacris rubriventris (Descamps, 1981)